# Суходолье (Новосибирская область)
Суходолье — посёлок в Убинском районе Новосибирской области. Входит в состав Гандичевского сельсовета.

## География
Площадь посёлка — 38 гектаров.

## История
В 1976 г. Указом Президиума ВС РСФСР посёлок фермы №4 совхоза «Гандичевский» переименован в Суходолье.

## Население
| 2002 | 2007 | 2010 |
| ---- | ---- | ---- |
| 180  | ↘159 | ↘148 |

## Инфраструктура
В посёлке по данным на 2007 год функционирует 1 учреждение здравоохранения.